# Achaemenes notatinervis
Achaemenes notatinervis är en insektsart som beskrevs av Stsl 1866. Achaemenes notatinervis ingår i släktet Achaemenes och familjen kilstritar. Inga underarter finns listade i Catalogue of Life.